# Chaîne olympique
La Chaîne olympique (Olympic Channel) est une Web TV créée par le Comité international olympique (CIO), diffusant des programmes en rapport avec les Jeux olympiques. 
La décision de la création de cette chaine olympique est prise en décembre 2014 dans le cadre plus large de l'Agenda 2020 du CIO.  Elle est lancée en ligne le 21 août 2016, après la cérémonie de clôture des Jeux olympiques d'été de 2016 à Rio de Janeiro.
Elle est gérée par le Comité international olympique et le Service olympique de radiotélévision (où la chaîne est implantée, à Madrid).
Sont diffusés les compétitions archivées, des reportages au village olympique ainsi que les tournois pré-olympiques (seulement dans les pays qui ne les retransmettent pas pour ne pas concurrencer les télévisions),.